# Inside No. 9
Inside No. 9 è una serie televisiva antologica britannica di genere commedia nera.
La serie è stata ideata da Reece Shearsmith e Steve Pemberton, già membri del gruppo The League of Gentlemen, i quali interpretano anche alcuni personaggi che compaiono negli episodi, è trasmessa su BBC Two dal 5 febbraio 2014. Sono state prodotte otto stagioni da sei episodi ciascuna e la serie è stata confermata per una nona stagione, tuttora in onda, che è anche l'ultima stagione.

## Format
Ogni episodio narra una storia autonoma, con personaggi e situazioni diverse, il cui unico filo comune è rappresentato dal fatto che gli eventi accadono all'interno di case, stanze, locali, vagoni e così via contrassegnati dal «numero 9». Le storie sono tutte cupamente umoristiche con colpi di scena inaspettati, e tutti gli episodi si svolgono in un ambiente ristretto per comunicare una sensazione di claustrofobia e intensità.
L'idea della serie è nata grazie al quarto episodio di Psychoville, la precedente serie creata dai due autori. Tale episodio, che vedeva come ospite Mark Gatiss (anche lui ex membro del gruppo The League of Gentlemen), era stato girato interamente all'interno di una stanza, per un totale di due sequenze, come omaggio al film Nodo alla gola di Alfred Hitchcock.

## Cast

### Prima stagione
- Sardine[4]: Pemberton, Shearsmith, Katherine Parkinson, Tim Key, Luke Pasqualino, Ophelia Lovibond, Anne Reid, Julian Rhind-Tutt, Anna Chancellor, Marc Wootton, Ben Willbond, Timothy West
- A Quiet Night In[5]: Pemberton, Shearsmith, Denis Lawson, Oona Chaplin, Joyce Veheary, Kayvan Novak
- Tom & Gerri[6]: Pemberton, Shearsmith, Gemma Arterton, Conleth Hill
- Last Gasp[7]: Pemberton, Lucy Hutchinson, Sophie Thompson, David Bedella, Tamsin Greig, Adam Deacon
- The Understudy[8]: Pemberton, Shearsmith, Lyndsey Marshal, Julia Davis, Rosie Cavaliero, Roger Sloman, Di Botcher, Richard Cordery, Bruce Mackinnon, Jo Stone-Fewings
- The Harrowing[9]: Shearsmith, Aimee-Ffion Edwards, Helen McCrory, Poppy Rush, Sean Buckley

### Seconda stagione
- La Couchette: Shearsmith, Pemberton, Julie Hesmondhalgh, Mark Benton, Jessica Gunning, Jack Whitehall, George Glaves
- The 12 Days of Christine: Pemberton, Shearsmith, Sheridan Smith, Tom Riley, Stacy Liu, Michele Dotrice, Jessica Ellerby, Paul Copley, Joel Little, Dexter Little
- The Trial of Elizabeth Gadge: Pemberton, Shearsmith, David Warner, Ruth Sheen, Sinead Matthews, Jim Howick, Trevor Cooper, Paul Kaye
- Cold Comfort: Pemberton, Shearsmith, Jane Horrocks, Nikki Amuka-Bird, Tony Way, Edward Easton, Vilma Hollingbery, Kath Hughes, James Meehan, Vicky Hall
- Nana's Party: Pemberton, Shearsmith, Christopher Whitlow, Claire Skinner, Eve Gordon, Elsie Kelly, Lorraine Ashbourne
- Seance Time: Pemberton, Shearsmith, Sophie McShera, Alison Steadman, Dan Starkey, Cariad Lloyd, Alice Lowe, Caden-Ellis Wall

### Terza stagione
- The Devil of Christmas: Pemberton, Shearsmith, Rula Lenska, Jessica Raine, George Bedford, Derek Jacobi, Cavan Clerkin, Naz Osmanoglu
- The Bill: Pemberton, Shearsmith, Philip Glenister, Jason Watkins, Ellie White, Callum Coates
- The Riddle of the Sphinx: Pemberton, Shearsmith, Alexandra Roach
- Empty Orchestra: Pemberton, Shearsmith, Tamzin Outhwaite, Sarah Hadland, Javone Prince, Emily Howlett, Rebekah Hinds
- Diddle Diddle Dumpling: Shearsmith, Keeley Hawes, Mathew Baynton, Danny Baker, Rosa Strudwick
- Private View: Pemberton, Shearsmith, Fiona Shaw, Morgana Robinson, Felicity Kendal, Peter Kay, Montserrat Lombard, Johnny Flynn, Muriel Gray

### Quarta stagione
- Zanzibar: Pemberton, Shearsmith, Jaygann Ayeh, Rory Kinnear, Bill Paterson, Marcia Warren, Hattie Morahan, Helen Monks, Tanya Franks, Kevin Eldon
- Bernie Clifton's Dressing Room: Pemberton, Shearsmith, Sian Gibson
- Once Removed: Pemberton, Shearsmith, Nick Moran, Monica Dolan, Emilia Fox, David Calder, Rufus Jones
- To Have and to Hold: Pemberton, Shearsmith, Nicola Walker, Miranda Hennessy, Magdalena Kurek, Tom Mulheron
- And the Winner is...: Pemberton, Shearsmith, Kenneth Cranham, Fenella Woolgar, Zoe Wanamaker, Noel Clarke, Phoebe Sparrow
- Tempting Fate: Pemberton, Shearsmith, Weruche Opia, Nigel Planer, Ruben Cryer
- Speciale Halloween Dead Line: Pemberton, Shearsmith, Stephanie Cole, Beccy Wright, Robin Berry, Yvonne D'Alpra, Emma Stannard, Rich Keeble, Chandrika Chevli, Sophie Jugé, Connie Wilkins

### Quinta stagione
- The Referee's a W***er: Pemberton, Shearsmith, David Morrissey, Steve Speirs, Ralf Little, Dipo Ola, Alistair Bruce-Ball, Mark Chapman
- Death Be Not Proud: Pemberton, Shearsmith, Jenna Coleman, Kadiff Kirwan, Sarah Solemani, David Bamber
- Love's Great Adventure: Pemberton, Shearsmith, Debbie Rush, Gaby French, Bobby Schofield, Olly Hudson-Croker
- Misdirection: Pemberton, Shearsmith, Fionn Whitehead, Jill Halfpenny, Tom Goodman-Hill
- Thinking Out Loud: Pemberton, Shearsmith, Maxine Peake, Phil Davis, Ioanna Kimbook, Sandra Gayer, Sara Kestelman
- The Stakeout: Pemberton, Shearsmith, Rebecca Callard, Malik Ibheis

### Sesta stagione
- Wuthering Heist: Pemberton, Shearsmith, Kevin Bishop, Gemma Whelan, Paterson Joseph, Rosa Robson, Dino Kelly
- Simon Says: Pemberton, Shearsmith, Nick Mohammed, Lindsay Duncan
- Lip Service: Pemberton, Shearsmith, Sian Clifford, Charles Armstrong
- Hurry Up and Wait: Pemberton, Shearsmith, Pauline McLynn, Donna Preston, Bhavna Limbachia, Adrian Dunbar
- How Do You Plead?: Pemberton, Shearsmith, Derek Jacobi, Aaron Neil, Stanley Lane
- Last Night of the Proms: Pemberton, Shearsmith, Debra Gillett, Bamshad Abedi-Amin, Sarah Parish, Julian Glover, Jack Wolfe

### Settima stagione
- Merrily, Merrily: Pemberton, Shearsmith, Mark Gatiss, Diane Morgan, Patrice Naiambana
- Mr King: Pemberton, Shearsmith, Annette Badland, Elin Owen, Rosie Ekenna, William Newton, Charlie Baron, Isaac Eames, Darcy Olivia-White, Summer Rose, Toby Roberts
- Nine Lives Kat: Pemberton, Shearsmith, Sophie Okonedo, Robin Weaver, Siobhan Redmond, Coco-Lili Hoder
- Kid/Nap: Pemberton, Shearsmith, Danny Mays, Jason Isaacs, Daisy Haggard
- A Random Act of Kindness: Pemberton, Shearsmith, Jessica Hynes, Noah Valentine
- Wise Owl: Pemberton, Shearsmith, Georgie Glen, Ron Cook, Dylan Hall, Isabelle Lee Pratt

### Ottava stagione
- The Bones of St Nicholas: Pemberton, Shearsmith, Simon Callow, Shobna Gulati
- Mother's Ruin: Pemberton, Shearsmith, Anita Dobson, Phil Daniels
- Paraskevidekatriaphobia: Pemberton, Shearsmith, Amanda Abbington, Samantha Spiro, Leon Herbert, Ayda Kiiza, Moyo Akandé, Dermot O'Leary
- Love Is a Stranger: Pemberton, Shearsmith, Claire Rushbrook, Asim Chaudhry, Frances Barber, Mathew Horne, Menyee Lai
- 3 by 3: Lee Mack, Saskia Wakefield, Gemma Page, James Tucker, Ronay Poole, James Bailey, Tiajna Amayo, Mary Keegan, Jim Rastall, Kiran L Dadlani
- The Last Weekend: Pemberton, Shearsmith, Sheila Reid

### Nona stagione
- Boo to a Goose: Pemberton, Shearsmith, Siobhan Finneran, Mark Bonnar, Charlie Cooper, Philippa Dunne, Joel Fry, Matthew Kelly, Susan Wokoma, Dan March, Melissa Woodbridge
- The Trolley Problem: Pemberton, Shearsmith, Ethan Joseph-Robert, Eleanor Kirby
- Mulberry Close: Pemberton, Shearsmith, Dorothy Atkinson, Vinette Robinson, Adrian Scarborough, Tyler Cameron, Stephanie Booty, Michael Ball
- CTRL, ALT, ESC: Pemberton, Shearsmith, Maddie Evans, Katherine Kelly, Kalli Tant, Angus Wright
- The Curse of the Ninth: Pemberton, Shearsmith, Natalie Dormer, Eddie Marsan, Hayley Squires, James Swanton
- Plodding On: Pemberton, Shearsmith, Robin Askwith e comparse: Katherine Parkinson, Tim Key, Amanda Abbington, Anne Reid, Rosie Cavaliero, Nick Mohammed, Sian Gibson, Jason Watkins, Emily Howlett, Mark Gatiss

## Episodi
| Stagione         | Episodi | Prima TV UK | Prima TV Italia |
| ---------------- | ------- | ----------- | --------------- |
| Prima stagione   | 6       | 2014        | inedita         |
| Seconda stagione | 6       | 2015        | inedita         |
| Terza stagione   | 6       | 2016-2017   | inedita         |
| Quarta stagione  | 6       | 2018        | inedita         |
| Quinta stagione  | 6       | 2020        | inedita         |
| Sesta stagione   | 6       | 2021        | inedita         |
| Settima stagione | 6       | 2022        | inedita         |
| Ottava stagione  | 6       | 2023        | inedita         |
| Nona stagione    | 6       | 2024        | inedita         |